# Rayons de soleil
Rayons de soleil, ou La Danse de la poussière dans les rayons du soleil  est un tableau de Vilhelm Hammershøi, réalisé en 1900. Il est exposé au musée Ordrupgård à Charlottenlund, près de Copenhague.

## Contexte
Entre 1898 et 1909, Hammershøi peint de nombreuses scènes d'intérieurs, chez lui, dans un appartement situé à Christianhavn, un quartier ancien de Copenhague. Rayons de soleil en représente une des pièces.

## Style
Le tableau est représentatif du style symboliste du peintre. Il excelle particulièrement dans la représentation de jeux de lumière dans un cadre austère, conférant à ses œuvres une invitation à la méditation.

## Parcours de l'œuvre
Particulièrement remarquée par la critique pour la fascination qu'elle exerce de par sa représentation des rais de lumière, elle fait longtemps partie de collections privées avant d'être intégrée dans les collections de Ordrupgård, un musée d'État danois, en 1989.
Souvent retenue pour son caractère emblématique du parcours de l'artiste, elle participe à de nombreuses expositions dès 1905, à Berlin, Rome, Malmö, New York, Washington, Copenhague, Oslo, Londres, Tokyo, Paris, Montréal. 